# Oscar Wergeland (general)

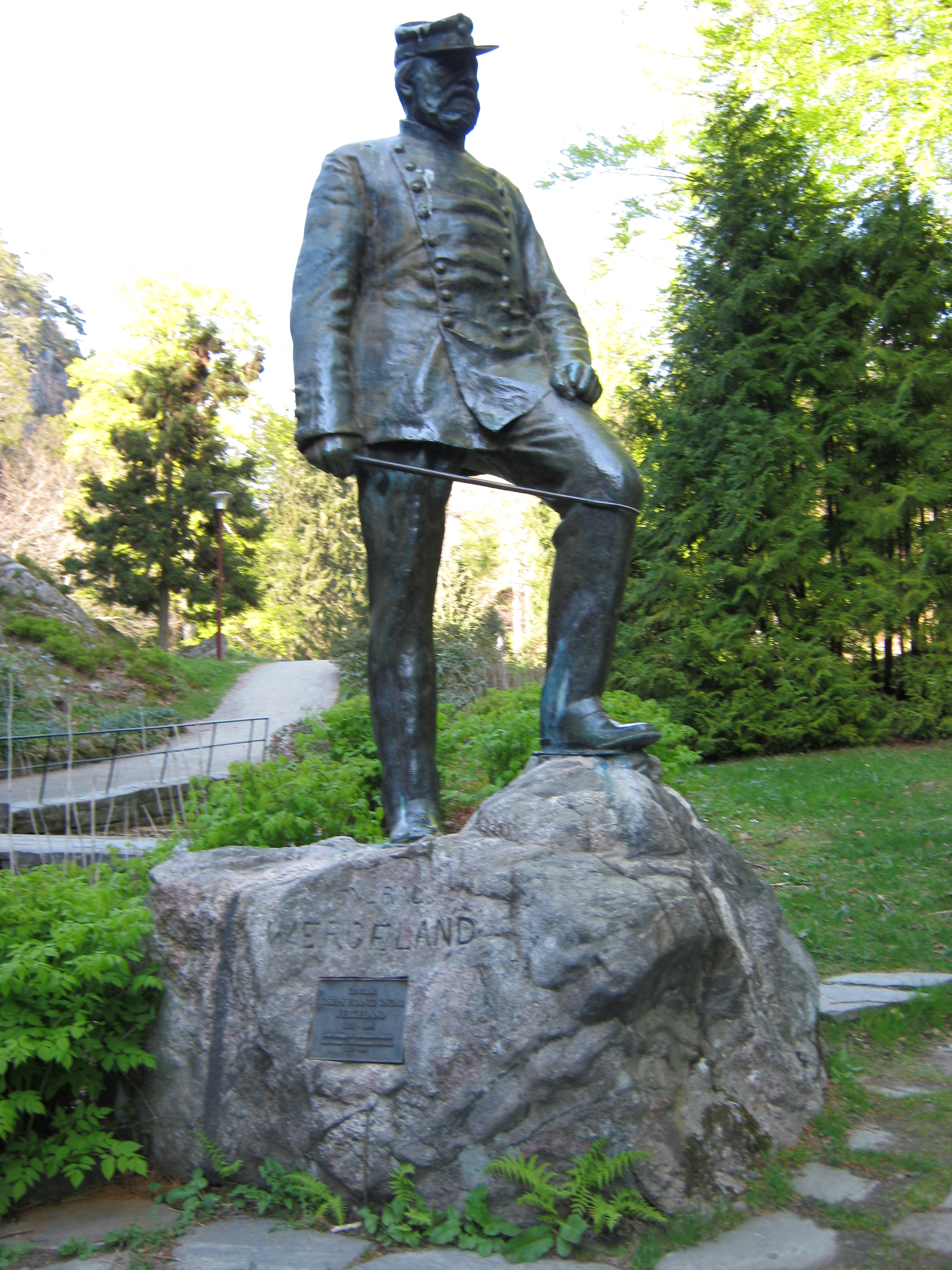
Gustav Lærums staty av Joseph Frantz Oscar Wergeland i Ravnedalen i Kristiansand.

Joseph Frantz Oscar Wergeland, född den 17 november 1815 i Kristiansand, död på samma plats den 19 augusti 1895, var en norsk militär och son till Nicolai Wergeland. 
Wergeland blev officer 1834, tjänstgjorde i norska jägarkåren och i generalstaben, till dess att han från 1857 knöts til den kristiansandska brigaden, från 1868 som överste och 1880 som generalmajor; från denna befattning tog han avsked 1894. 
Wergeland var en ivrig idrottsman; i tal och skrift tog han till orda for skidåkningens betydelse för landets försvar och för organiserade avdelningar med skidåkare. Som kartritare var hans  arbeten om Kristians Amt det bästa som dittills hade utförts i sitt slag i Norge. 
Längst kommer minnet av honom att fortleva i själva Kristiansand med omnejd, vars dittills nakna utseende han helt förändrat genom anläggning av parker, plantering av alléer och reglering av vattendrag. Wergelandsparken är uppkallad  efter honom. Hans bror Henrik står staty i mitten av parken sedan år 1908.